# 山猪肉
山猪肉（学名：Meliosma rhoifolia）为清风藤科泡花树属下的一个种。